# Мякишев, Евгений Евгеньевич
Евгений Евгеньевич Мякишев (14 апреля 1964, Ленинград — 31 мая 2023, Санкт-Петербург) — русский поэт.

## Биография и творчество
Стихи начал писать с 6-летнего возраста. Будучи старшеклассником занимался в клубе «Дерзание», затем посещал ЛИТО Олега Юрьева при Финансово-экономическом институте, а также и ЛИТО В. Сосноры при ДК им. Цурюпы, и студию переводчиков при ЛДМ, которой руководил В. Топоров.
В 1980-х — вместе с А. и В. Лушиными, Г. Фадеевым, В. Шубинским, А. Целовальниковым, Д. Железновым участвовал в игровом сборнике «Семафор Дергулев».
Работа с Лушиными продолжилась и в музыкальной сфере, Мякишев написал тексты большинства песен рок-группы «Младшие братья» и некоторых песен рок-группы «Знаки препинания» (сейчас — «Препинаки»)
Первая книга, «Ловитва» вышла в 1992 году. Предисловие к ней написал проф. В. Альфонсов, общение с которым способствовало развитию собственной интонации.
Начиная с конца восьмидесятых Мякишев активно участвовал в литературной жизни города, входил в различные творческие коллективы (от ЛИТО «Пиитер» до «боевой группы» «Петербург-Петушки») но при этом всегда оставался верен своему стилю, как в поэзии, так и в жизни. Будучи «самым скандальным поэтом Ленинграда», а затем Санкт-Петербурга, Мякишев часто выступал на разных сценах, его приглашали на телевидение и радио. В 1993 он участвовал в Днях российской поэзии в Берлине.
Вместе с В. Топоровым Мякишев являлся разработчиком концепции Григорьевской премии, а в 2010—2013 годах был членом жюри Григорьевки.
Член 9-й секции СП СПб, лауреат учреждённой Ю. Алешковским и С. Левиным премии «От Музы» (2006). Чемпион петербургского поэтического слэма (2008—2015).
Был автором «Литературной газеты».
Скончался 31 мая 2023 года на 60-м году жизни.

## Личная жизнь
В 2023 году издание The Village опубликовало расследование, в котором обнародовало факты многолетнего физического и сексуального насилия со стороны Мякишева.

## Критика
- Иконников-Галицкий А. «Я хотел бы верить, что я не дрогну…» // Иконников-Галицкий А. Пропущенное поколение. СПб., 2005;
- Беломлинская Ю. Евгений Мякишев // Беломлинская Ю. По книжному делу. СПб., М., 2008;
- Топоров В. The Real Thing. Предисл. к Мякишеву // Мякишев Е. Колотун. СПб., М., 2009;
- Бурлака А. Рок-энц.: Популярная музыка в Л-де-Петербурге. 1965—2005. В 3 т. СПб., Амфора, 2007. Т. 2;
- Лица Петерб. поэзии: 1950-90-е гг. Автобиографии. Авторское чтение: Мат-лы к энц. / Сост. Ю. Валиева. СПб., 2011;
- Топоров В. The real thing: Предисловие к Мякишеву // Невский альм. 2017. № 3 (95).